# Ringwood (Nueva Jersey)
Ringwood es un borough ubicado en el condado de Passaic en el estado estadounidense de Nueva Jersey. En el año 2010 tenía una población de 12,228 habitantes y una densidad poblacional de 168 personas por km².

## Geografía
Ringwood se encuentra ubicado en las coordenadas 41°06′41″N 74°16′28″O / 41.11139, -74.27444.

## Demografía
Según la Oficina del Censo en 2000 los ingresos medios por hogar en la localidad eran de $81,636 y los ingresos medios por familia eran $85,108. Los hombres tenían unos ingresos medios de $60,097 frente a los $36,005 para las mujeres. La renta per cápita para la localidad era de $31,341. Alrededor del 2% de la población estaba por debajo del umbral de pobreza.